# Ze'ev Bielski
Ze'ev Bielski (hebrejsky: זאב בילסקי) je izraelský politik a bývalý poslanec Knesetu za stranu Kadima.

## Biografie
Narodil se 13. března 1949 v Jeruzalému. Vysokoškolské vzdělání bakalářského typu v oboru ekonomie získal na Hebrejské univerzitě v Jeruzalému. Žije v Ra'ananě, je ženatý, má tři děti. V letech 1967–1970 sloužil v izraelské armádě. Hovoří hebrejsky a anglicky.

## Politická dráha
V letech 1989–2005 působil jako starosta města Ra'anana. Do knesetu nastoupil po volbách v roce 2009, ve kterých kandidoval za stranu Kadima. Působí v parlamentu jako člen výboru pro zahraniční záležitosti a obranu. Je členem výboru pro etické otázky.
V letech 2005–2009 byl předsedou Židovské agentury a Světové sionistické organizace. Z těchto postů odstoupil před svým vstupem do parlamentu. Je předsedou organizace Israeli Forum.